# The Legend of Provence
The Legend of Provence è un film muto del 1913 diretto, secondo alcune fonti, da Eugene Moore (con il nome W. Eugene Moore Jr.). Altre fonti, non riportano il nome di alcun regista.
Il soggetto è ispirato a un'omonima poesia di Adelaide Anne Procter in Legends and Lyrics, Second Series, pubblicato a Londra (1858-61).

## Trama
Suor Monica, madre superiora di un convento in Provenza, racconta la storia di suor Angela.
Le suore trovano alla porta del loro convento un bambino abbandonato che viene raccolto e che sarà allevato dalle sorelle. La madre del piccolo diventerà suora con il nome di sorella Angela. Ma, tempo dopo, nei pressi del monastero, viene combattuta una battaglia. I feriti vengono portati nell'edificio per essere curati. Tra i militari, anche sir Henry. Angela e Henry si innamorano e la suora lascia i voti per sposarsi con lui. Al momento in cui Angela lascia il convento, prende vita la statua della Madonna che scende dal suo piedistallo per sostituire la suora. Passa del tempo: Henry si rivela un ubriacone e un adultero. Angela, allora, decide di tornare al suo posto, tra le consorelle. E la statua della Madonna riappare in chiesa. Quando sarà giunto il suo momento, Angela ascenderà al cielo.

## Produzione
Il film fu prodotto dalla Thanhouser Film Corporation (Thanhouser “Big” Productions).

## Distribuzione
Del copyright del film non risulta alcuna documentazione.
Distribuito dalla Mutual, il film - della lunghezza di quattro bobine - uscì nelle sale cinematografiche statunitensi il 1º dicembre 1913.